# Хенри Ијан Кјузик
Хенри Ијан Кјузик (рођен 17. априла 1967) је шкотско-перуански глумац телевизије, филма и позоришта и телевизијски режисер.
Познат је по улози Десмонда Хума у Еј-Би-Си-јевој телевизијској серији „Изгубљени“, за коју је добио номинацију за Прајмтајм Еми Награду. Глумио је и у Еј-Би-Си-јевој серији политичком трилеру „Скандал“, као Стифен Финч, као Маркус Кејн у ЦВ-евој серији научне фантастике, „100“, као др Џонас Лир у филму „Пролаз“ на Фоксу и као Расел „Рус“ Тејлор у акционој Си-Би-Ес-овој драми „МекГајвер“.

## Детињство и младост
Кјузик је рођен у Трухиљу, у Перуу, перуанској м ајци Есперанзи Чавез и оцу Шкота, Хенрију Жозефу Кјузику. Када је имао две године, његова породица се преселила у Мадрид, Шпанију, затим Глазгов, пре него што су се преселили у Тринидад и Тобаго, где су живели десет година. Тамо је Кјузик похађао Презентејшн Колеџ, Сан Фернандо. Преселио се у Њутон Мирнс, град тик уз Гласгов у Шкотској, са породицом када је имао четрнаест година. Кјузик је похађао Краљевску шкотску академију музике и драме и од њега су тражили да поднесе оставку на другој години. Прву глумачку улогу добио је у Грађанском позоришту као подмладак у божићном Панту играјући поларног медведа. Појавио се у разним продукцијама за Стратклајд Позоришну Групу у Глазгову. Течно говори енглески и шпански језик, а одрастао је као римокатолик.

## Каријера
Кјузик је започео каријеру као класични позоришни глумац. Његове прве главне улоге на позорници су биле: Доријан Греј у филму „Доријан Греј“ са Рупертом Еверетом, Хамлет у „Хамлет-у Маровитз" и Хорнер у „Сеоској Жени“. Његове представе као Торквато Тасо из 1994. године у Единбургу, фестивалској продукцији „Торквато Тасо“, и Креон у продукцији „Едипа“ у Грађанском театру, заслужили су му похвале на додели награда Ијан Чарлесон 1995. за изванредне представе младог глумца у класичној позоришној улози.
На екрану се, након што се појавио у понављајућим улогама у телевизијским серијама, попут „Жртва“ и „Група Књига“, глумио Исуса Христа у филму из 2003. Његова највећа улога до сада наступила је 2005. године када је глумио као Десмонд Хум у Еј-Би-Си серији „Изгубљени“. Изворно понављајући гостујућу звезду у другој сезони (за коју је добио номинацију за Еммија), Кјузик је постао члан главне глумачке екипе у сезони три до шест. Кјузик је добио улогу када је, боравећи у кући свог пријатеља Брајана Кокса, упознао Коксовог суседа, Карлтона Кусеа, извршног продуцента серије „Изгубљени“. Кјузик је изјавио да верује да је „семе било усађено, јер су тражили или шкотског или ирског лика“.
Такође се појавио као Тео Столер у две епизоде сезоне 5 од серије „24“ и филму „Хитман“ из 2007. године. Игра у директном ДВД филму „Мртав Као Ја: Живот након Смрти“, наставак истоименог култног класичног телевизијског шоуа.
Кјузик се појавио у две епизоде серије Ред и Закон: Специјална јединица за жртве у дванаестој сезони, играјући Ерика Вебера, будног члана групе Грађани Организовани Против Предатора. Био је у Еј-Би-Си-јевом „Скандалу“ 2011. године, али је напустио следећу годину.
Такође је играо Трент Марш у „Тело Доказа“ и портретирао Маркуса Кејна све док његов лик није пребацио тела са другим глумцем у серији „100“, која је премијерно приказана у марту 2014. године.
Кјузик се током 2017. године придружио технолошком старт-упу ЈамБио-а како би промовисао своју друштвену платформу која подсећа и дели меморије. Он представља Монтијев глас, дигиталног биографа, и снимио је преко 200 питања која Монти поставља корисницима да им помогну да подстакну успомене. Кјузикова супруга Ени, кустос је ЈамБиос-ове Меморијске Галерије.

## Лични живот
Кјузик и његова супруга Ени Кјузик Вуд су родитељи тројице синова, Ели (рођен 1994), Лукас (рођен 1998) и Есау (рођен 2000).